# Донесете ми главата на Алфредо Гарсия
„Донесете ми главата на Алфредо Гарсия“ (на английски: Bring Me the Head of Alfredo Garcia) е американско-мексикански нео-уестърн, излязъл по екраните през 1974 година, режисиран от Сам Пекинпа с участието на Уорън Оутс и Исела Вега в главните роли.

## Сюжет
Внимание:  Текстът по-долу разкрива сюжета на произведението (или части от него)!
Тереза е бременна тийнейджърка, дъщеря на могъщ мексикански криминален бос, известен като Ел Джефе (на испански „Шефа“), е призована при баща си и разпитвана за самоличността на бащата на нероденото ѝ дете. Подложена на мъчения, тя разпознава бащата като Алфредо Гарсия, когото Ел Джефе е подготвял за негов наследник. Вбесен, Ел Джефе предлага награда от 1 милион долара на всеки, който „ми донесе главата на Алфредо Гарсия“.
Търсенето продължава два месеца. В Мексико Сити двама безстрастни убийци, облечени в бизнес костюми, Сапенсли и Куил, влизат в местен бар и се натъкват на Бени, пенсиониран офицер от армията на САЩ, който изкарва оскъдно прехраната си като пианист и управител на бара. Мъжете питат за Гарсия, вярвайки, че ще имат повече късмет, ако получат отговорите от американец. Бени се прави на глупак, казвайки, че името му е познато, но не знае кой е Гарсия.
Оказва се, че всички в бара знаят кой е Гарсия, те просто не знаят къде е той. Бени отива да се срещне с приятелката си Елита, прислужница в мотел в гетото. Елита признава, че е изневерила на Бени с Алфредо Гарсия, който ѝ е признал любовта си, нещо, което Бени отказва да направи. Елита му казва, че Гарсия е загинал при катастрофа при шофиране в нетрезво състояние миналата седмица.
Бени отива при Сапенсли и Куил в хотелската стая на човека, който ги е наел, бизнес партньора на Ел Джефе, Макс, и сключва сделка за 10 000 долара за главата на Гарсия, плюс аванс от 200 долара за разходи. Бени убеждава Елита да тръгне на пътешествие с него, за да посети гроба на Гарсия, като твърди, че иска само доказателство, че Гарсия всъщност е мъртъв и вече не е заплаха за връзката им.
Бени предлага брак на Елита, като обещава, че бъдещето им скоро ще се промени и тя може да се оттегли от работата си. Елита предупреждава Бени да не се опитва да нарушава тяхното статукво. Докато си правят пикник, Бени и Елита са посетени от двама мотористи, които вадят пистолети срещу двойката. Елита се съгласява да прави секс с мотористите, ако те пощадят живота на Бени, след което тръгва с един от тях. Той разкъсва ризата ѝ, оставя я да му удари два шамара, удря я по гърба, след което се отдалечава, тя го следва. Бени поваля втория моторист в безсъзнание и му взема пистолета. Откривайки, че Елита се кани да прави секс с първия моторист, Бени го застрелва и след това убива и втория моторист.
Бени признава на Елита за плана си да обезглави трупа на Гарсия и да продаде главата за пари. Отвратената Елита, все още разтърсена от току-що случилото се, моли Бени да се откаже от тази мисия и да се върне в Мексико Сити. Бени отново отказва, въпреки че се съгласява да се ожени за Елита в църквата на града, където е погребан Гарсия. Те намират гроба на Гарсия, но когато той отваря ковчега, Бени е ударен отзад от невидим нападател и изпада в безсъзнание. Той се събужда и се оказва полузаровен в гроба, а Елита е мъртва. Трупът на Гарсия е обезглавен.
Бени научава от селяните, че нападателите му карат комби. Той настига мъжете, те са спукали гума на пътя. Бени ги застрелва, претърсва колата им и взема главата на Гарсия. Спирайки в крайпътен ресторант, той опакова чувала с главата с лед, за да го запази за пътуването до дома. Бени говори на главата, сякаш Гарсия е все още жив, като първо обвинява Алфредо за смъртта на Елита и след това признава, че и двамата вероятно са я обичали еднакво.
Бени попада в засада от членове на семейството на Гарсия. Те си връщат главата и се канят да убият Бени, когато са прекъснати от пристигането на Сапенсли и Куил. Убийците се преструват, че питат за посоката. Куил произвежда картечен огън и убива по-голямата част от семейството, но е смъртоносно прострелян от един от тях. Докато Сапенсли тъжно гледа трупа на Куил, Бени пита: „Плащат ли ми?“ Сапенсли се обръща да стреля, но Бени го убива. Бени се връща в Мексико Сити, като през цялото време „спори“ с главата на Гарсия.
В апартамента си Бени измива главата на Гарсия и след това я носи в хотелската стая на Макс. Преструвайки се, че е готов да предаде главата си за своите 10 000 долара. Бени разкрива, че вече не е мотивиран от парите. Той казва, че Алфредо му е бил приятел и настоява да разбере защо Макс и другите искат главата му толкова силно. Той също така обвинява наградата за смъртта на Елита. Няколко мъже вадят пистолети, но Бени избягва огъня им, и ги убива всички. Той взема визитка от бюрото с адреса на Ел Джефе върху нея.
След като присъства на кръщенето на новия си внук, Ел Джефе поздравява Бени като герой в своята хасиенда и му дава куфарче с награда от един милион долара. Бени спокойно разказва колко хора са загинали за главата на Гарсия, включително неговата любима. Ел Джефе казва на Бени да вземе парите му и да хвърли главата на прасетата на излизане. Вбесен, че обектът, отговорен за смъртта на Елита, се смята за нищо повече от боклук, Бени убива всички бодигардове на Ел Джефе.
Тереза влиза с новородения си син, което кара Бени да се поколебае да застреля Ел Джефе. Тя призовава Бени да убие баща ѝ. Бени се подчинява и напуска хасиендата на Ел Джефе с Тереза, вземайки със себе си главата на Гарсия. Те се приближават до входната врата и Бени се сбогува с Тереза, напускайки сцената с думите: „Ти се грижи за момчето. А аз ще се грижа за бащата“. Бени тръгва с колата, само за да бъде убит от хората на Ел Джефе, техните картечници го разкъсват на парчета.

## В ролите
| Изпълнител        | Роля           |
| ----------------- | -------------- |
| Уорън Оутс        | Бени           |
| Исела Вега        | Елита          |
| Робърт Уебър      | Сапенсли       |
| Гиг Йънг          | Джони Куил     |
| Хелмут Дантин     | Макс           |
| Емилио Фернандес  | Ел Джафе       |
| Крис Кристоферсън | моторист       |
| Дони Фритс        | втори моторист |